# Banco Central de Somalia
El Banco Central de Somalia (en somalí, Bankiga Dhexe ee Soomaaliya, en árabe: البنك المركزي في الصومال‎; en inglés: Central Bank of Somalia, CBS) es la autoridad monetaria de Somalia. Entre sus funciones está la de garantizar la estabilidad financiera, el mantenimiento interno y externo de valor de la moneda local y la promoción de crédito y condiciones de intercambio que faciliten el crecimiento equilibrado de la economía nacional. Dentro del ámbito de sus competencias, contribuye también a las políticas económicas y financieras del Estado.

## Historia
El 15 de noviembre de 1920, la Banca d'Italia abrió una oficina en Mogadiscio. Esta fue la primera institución bancaria en la Somalia Italiana. Más tarde, la Cassa di Risparmio di Torino, primero, en 1932, y el Banco di Napoli, en 1938, abrieron sucursales en Mogadiscio. En 1952, el Banco Nacional de India (NBI), que más tarde se fusionó con Grindlays Bank para formar Nacional Grindlays Bank, estableció sucursales en Berbera y Hargeisa, en la Somalilandia Británica.
En 1940, había cinco sucursales de bancos italianos en Somalilandia. Banca d'Italia tenía tres: en Mogadiscio, Kismaayo y Merca. Banco di Roma tenía dos oficinas: en Mogadiscio y en Merca. Banco di Napoli tenía una en Mogadiscio. Tanto Banco di Roma como Banco di Napoli tenían otras oficinas en la región, en Eritrea y en Etiopía.
El 1 de julio de 1960, la recién independizada República de Somalia creó la Banca Nazionale Somala (Banco Nacional de Somalia) para hacerse cargo de las actividades de la Cassa per la Circolazione Monetaria della Somalia y la sucursal de Mogadiscio del Banco de Italia. El nuevo banco combinó actividades de banca central con actividades de banca comercial.
En 1968, el gobierno civil de la República de Somalia fusionó el Banco de Crédito Somalí (Credito Somalo) con la Banca Nazionale Somala. La administración fiduciaria anterior había establecido el Banco de Crédito Somalí en 1954 en el Territorio en fideicomiso de Somalia.
Después del golpe de Estado incruento de 1969 que vio la ascensión de Mohamed Siad Barre al poder, el gobierno en 1971 nacionalizó los cuatro bancos extranjeros. El gobierno combinó el Banco di Roma, el Banco di Napoli y el National y el Grindlays Bank para formar el Somali Commercial Bank. El gobierno también estableció el Banco Somalí de Ahorro y Crédito para hacerse cargo de las sucursales comerciales de Banca Nazionale Somala y Banque de Port Said, dejando Banca Nazionale Somala solo con funciones de banca central. El Banco Somalí de Ahorro y Crédito tenía sucursales en Baidoa, Beledweyne, Berbera, Bosaso, Burao, Galcaio, Qardho, Hargeisa y Kismaayo, y durante un tiempo en Yibuti. El Banco Somalí de Ahorro y Crédito se estableció con la asistencia técnica y la ayuda proporcionadas por la Associazione Bancaria Italiana en el contexto de una política general de cooperación de las cajas de ahorros europeas.
El 8 de febrero de 1975, el gobierno cambió el nombre de Banca Nazionale Somala al Banco Central de Somalia (Bankiga Dhexe ee Soomaaliya). También fusionó el Banco Comercial Somalí y el Banco Somalí de Ahorro y Crédito (Cassa di Risparmio e Credito della Somalia) para formar el Banco Comercial y de Ahorro de Somalia, que era en ese momento el único banco en el país. En 1990, el Banco Comercial y de Ahorros de Somalia suspendió sus operaciones. En algún momento, el Banco Central de Somalia también dejó de funcionar.
En 2009, el Gobierno Federal de Transición volvió a abrir el Banco Central de Somalia en Mogadiscio como parte de su campaña para restaurar las instituciones nacionales. El Banco tenía una sucursal adicional en Baidoa que ya estaba en funcionamiento.
En septiembre de 2013, Yussur A.F. Abrar fue nombrado nuevo Gobernador del Banco Central de Somalia. Exvicepresidenta de Citigroup y vicepresidenta de Credit Risk Management en American International Group, fue la primera mujer en ser nombrada para el puesto. En noviembre de 2013, Bashir Isse fue nombrado provisionalmente como Gobernador del Banco Central de Somalia, luego de la renuncia de su antecesor Abrar a principios de mes. En abril de 2014, el Gabinete federal aprobó a Isse como nuevo gobernador permanente del Banco Central. Maryan Abdullahi Yusuf también fue nombrado su nuevo vicegobernador.

## Estructura organizativa

### Órganos
De acuerdo con la ley del Banco Central, los órganos del Banco son los siguientes:
- Consejo de administración
- Gobernador y diputado Gobernador
- Director General

El Gobernador preside el Consejo de administración y es el jefe ejecutivo del Banco. El diputado Gobernador es el vicegobernador, y sustituye al Gobernador en su ausencia. También forma parte del Consejo. El director General es el brazo ejecutivo del Gobernador y jefe directo del personal y funcionarios.

### Departamentos
El Banco Central de Somalia está dividido en nueve departamentos:
1. Pago y Operaciones bancarias
2. Finanzas
3. Auditoría interna
4. Asesoramiento económico
5. Supervisión
6. Recursos humanos
7. Sistemas de Información de la administración
8. Servicios de administración
9. Servicios legales

## Administración y administración

### Consejo de administración
El Consejo de administración del BCS está compuesto por:
- Bashir Isse – Gobernador
- Sharif Warsame isse – diputado Gobernador
- Bihi Abdirahman Jama – miembro del Consejo
- Omar Ibrahim Hussein – miembro del Consejo
- Maye Mohamed Shekhuna – miembro del Consejo
- Hussein Mohamed Siyad – miembro del Consejo
- Hodan Dijo Isse – miembro del Consejo

## Política monetaria

### Marco
De acuerdo con el capítulo II, sección 2.2, el Banco Central de Somalia está sujeto a las siguientes funciones:

El Banco [puede] ejercer cualquier tipo de función de banca central y gozará de todas las prerrogativas de un Banco Central, y sin perjuicio de la generalidad de lo anterior, en particular tendrá la facultad de emitir moneda, regulará el sistema bancario y crediticio, y administrar las reservas externas de la República.

### Objetivos
El Banco Central de Somalia y objetivos de política monetaria de plazo largo son:
- Estabilidad de precio.
- Formulando e implementando monetario y políticas de tipo de cambio.
- Manteniendo y realzando el valor del chelín somalí.
- Manteniendo estabilidad financiera.
- Armonizando y coordinando el gobierno políticas fiscales con políticas monetarias.
- Promoviendo un crédito de sonido y sistema de pagos tanto internacionalmente e internamente.

### Visión general
En términos de gestión financiera, el recientemente restablecido Banco Central de Somalia se encuentra en el proceso de asumir la tarea de formular y aplicar la política monetaria.
Debido a la falta de confianza en la moneda local, el dólar estadounidense es ampliamente aceptado como un medio de cambio junto con el chelín somalí. A pesar de la dolarización, la gran emisión del chelín somalí ha impulsado cada vez más los aumentos de precios, especialmente para las transacciones de bajo valor. Sin embargo, se espera que este entorno inflacionario termine tan pronto como el Banco Central asuma el control total de la política monetaria y reemplace la moneda circulante actual introducida por el sector privado.

## Sistema de pago
Aunque Somalia no ha tenido una autoridad monetaria central durante más de 15 años entre el estallido de la guerra civil en 1991 y el posterior restablecimiento del Banco Central de Somalia en 2009, el sistema de pagos de la nación es bastante avanzado debido principalmente a la generalización de los operadores privados de transferencia de dinero (MTO) que han actuado como redes bancarias informales.
Estas empresas de remesas (hawalas) se han convertido en una gran industria en Somalia, con un estimado de $ 1600 millones de dólares estadounidenses enviados anualmente a la región por los somalíes en la diáspora a través de compañías de transferencia de dinero. Los últimos incluyen Dahabshiil, Qaran Express, Mustaqbal, Amal Express, Kaah Express, Hodan Global, Olympic, Amana Express, Iftin Express y Tawakal Express. La mayoría son miembros acreditados de la Somali Money Transfer Association (SOMTA), una organización coordinadora que regula el sector de transferencia de dinero de la comunidad, o su predecesora, la Somali Financial Services Association (SFSA).

## Supervisión bancaria
El Decreto Ley número 37 de la institución financiera, de 23 de noviembre de 1989, ordena al Banco Central de Somalia (CBS) que supervise las instituciones financieras nacionales a través del departamento de supervisión bancaria del CBS.
Las instituciones financieras supervisaron por el CBS son:
- Bancos comerciales
- Instituciones de crédito
- Mercado de divisas
- Operadores de transferencia del dinero (MTO)